# Гросес-Мер
Гро́сес-Мер (нем. Großes Meer) — политрофное болотное озеро в Восточной Фризии на северо-западе Германии. Располагается на территории района Аурих в земле Нижняя Саксония.
Находится на высоте 1,4 м над уровнем моря в вересковой пустоши к северо-востоку от Эмдена. Продолговатой формы, ориентировано в меридиональном направлении, длиной около 4,5 км, в ширину до около 1 км. Площадь — около 461 га. Протяжённость береговой линии — около 13,5 км. Мелководно, наибольшая глубина составляет около одного метра. Озеро интегрировано в речную сеть; на юго-западе сообщается с соседним меньшим озером Хифе, на севере — с каналом Абелиц-Мордорф-канал.
Северная часть озера входит в состав особо охраняемой природной территории.